# Uruguayi peso
Uruguayi peso Uruguay pénzneme.  1840-ben vezették be, a korábban forgalomban levő argentin realt váltotta fel (1 peso 8 realnak felelt meg). 1975-ben a magas infláció miatt denominálták (1000:1 arányban) és bevezették az új pesót (nuevo peso), új érméket és bankjegyeket bocsátottak ki. Az új peso is az infláció áldozatául esett, így 1993-ban újabb pénzreform során a ma is érvényes uruguayi pesót vezették be. 1000:1 arányban váltotta fel a korábbi pesót és 1993. március 1-jén lett hivatalos fizetőeszköz.

## Érmék
Az érméket egységes előlappal verik. Valamennyin az ország nemzeti hősének, José Artigasnak a profilja látható. A 10, 20 és 50 centavós érmék nikkel-acél ötvözetből, az 1, 2 és 5 pesós érmék pedig bronzötvözetből készülnek. A 10 pesós bimetál érme. Az első érmesorozatot 1994-ben bocsátották ki (10, 20, 50 centavo, 1, 2 peso), ezt követte 2000-ben a 10, 2003-ban pedig az 5 pesós érme. 2010 júliusában visszavonták az 50 centésimos érmét.

### 2011-es sorozat
2011 januárjában új érmesorozatot bocsátottak ki.
| Kép | Névérték | Műszaki paraméterek | Műszaki paraméterek | Műszaki paraméterek                          | Leírás | Leírás                                                   | Leírás     | Dátumok    | Dátumok          |
| Kép | Névérték | Átmérő              | Tömeg               | Összetétel                                   | Perem  | Előlap                                                   | Hátlap     | Első veret | Kibocsátás       |
| --- | -------- | ------------------- | ------------------- | -------------------------------------------- | ------ | -------------------------------------------------------- | ---------- | ---------- | ---------------- |
|     | 1 peso   | 20 mm               | 3,5 g               | aranyozott acél                              | sima   | Uruguay címere, REPUBLICA ORIENTAL DEL URUGUAY, névérték | tatu       | 2011       | 2011. január 5.  |
|     | 2 peso   | 23 mm               | 4,5 g               | aranyozott acél                              | sima   | Uruguay címere, REPUBLICA ORIENTAL DEL URUGUAY, névérték | vízidisznó | 2011       | 2011. január 18. |
|     | 5 peso   | 26 mm               | 6 g                 | aranyozott acél                              | sima   | Uruguay címere, REPUBLICA ORIENTAL DEL URUGUAY, névérték | nandu      | 2011       | 2011. április 4. |
|     | 10 peso  | 28 mm               | 10,4 g              | mag: aranyozott acél, gyűrű: ezüstözött acél | sima   | Uruguay címere, REPUBLICA ORIENTAL DEL URUGUAY, névérték | puma       | 2011       | 2011. május 10.  |

## Bankjegyek
A következő bankjegyek vannak forgalomban (valamennyi az ország neves személyiségeinek arcképét ábrázolja előlapján):
- 5 peso (Joaquín Torres García festő, 1874-1949), 1998
- 10 peso (Eduardo Acevedo Vásquez történész, egyetemi rektor, 1857-1948; Mezőgazdasági egyetem), 1998
- 20 peso (Juan Zorrilla de San Martín költő, 1855-1931), 1994
- 50 peso (José Pedro Varela szociológus, politikus, 1845-1879), 1994
- 100 peso (Eduardo Fabini zeneszerző, 1882-1950), 1994
- 200 peso (Pedro Figari festő), 1995
- 500 peso (Alfredo Vázquez Acevedo egyetemi rektor, 1844-1923; Köztársasági egyetem), 1999
- 1000 peso (Juana de Ibarbourú írónő), 1995
- 2000 peso (Dámaso Antonio Larrañaga pap, a függetlenségi harc hőse, 1771-1848; nemzeti könyvtár), 2003

Az 5 és 10 pesós bankjegyeket fokozatosan teljesen felváltják az érmék.

### 2014-es sorozat
| Névérték  | Méret       | Szín                | Leírás                                                          | Leírás                                            | Dátumok   | Dátumok            | Dátumok     |
| Névérték  | Méret       | Szín                | Előoldal                                                        | Hátoldal                                          | nyomtatás | kibocsátás         | visszavonás |
| --------- | ----------- | ------------------- | --------------------------------------------------------------- | ------------------------------------------------- | --------- | ------------------ | ----------- |
| 20 peso   | 159 x 74 mm | zöld, kék           | Juan Zorrilla de San Martín, tintatartó lúdtól, Uruguay térképe | Alegoria de la Leyenda Patria című mű, egy angyal | 2015      | 2017. február 1.   | forgalomban |
| 50 peso   | 159 x 74 mm | vörös, narancssárga | José Pedro Varela, nyitott könyv, Uruguay térképe               | José Pedro Varela-emlékmű Montevideóban           | 2015      | 2017. február 1.   | forgalomban |
| 500 peso  | 159 x 74 mm | kék, lila, zöld     | Alfredo Vásquez Acevedo, nyitott könyv, Uruguay térképe         | A Köztársaság Egyetemének épülete Montevideóban   | 2014      | 2014. augusztus 5. | forgalomban |
| 2000 peso | 159 x 74 mm | kék, lila           | Dámaso Antonio Larrañaga, szerrádó íbisz, Uruguay térképe       | 1816. május 26-ai Nemzeti Könyvtár épülete        | 2015      | 2016. április 27.  | forgalomban |

## Emlékbankjegyek
2017-ben terveztek bevezetni egy 50 pesós polimer alapú bankjegyet a nemzeti bank fennállásának 50. évfordulójára, de a bevezetésről nincs további információ.

## Külső hivatkozások
- Érmék (spanyolul)